# Henry Clinton
Henry Clinton (16 de abril de 1730-23 de diciembre de 1795) fue un militar y político británico, conocido principalmente por su servicio como general durante la guerra de Independencia de Estados Unidos.
Tras su llegada a Boston en mayo de 1775, él, entre 1778 y 1782 ocupó el cargo de comandante en jefe para América del Norte. Además de su carrera militar, ocupó asiento en el Parlamento Británico gracias a la influencia de Henry Pelham. Años después llegó a ser nombrado Gobernador de Gibraltar, pero falleció antes de ocupar su cargo.
Clinton descendía de una familia noble que podía rastrear sus orígenes hasta 1066 y poseía una larga trayectoria de servicios a la Corona. Hijo de un almirante de la flota, sus dos hijos continuaron con la tradición militar de la familia: el general sir William Henry Clinton y el teniente-general sir Henry Clinton.

## Primeros años
Henry Clinton nació probablemente hacia 1730, hijo de George Clinton, almirante y de Anne Carle, hija de un general. Algunos relatos dan como año de nacimiento el de 1738, un dato ampliamente presente incluso en modernas biografías;[cita requerida] según el biógrafo William Willcox, Clinton afirmaba en unos cuadernos hallados en 1958 haber nacido en 1730, y los registros ingleses de nobleza sitúan la fecha exacta el 16 de abril. Willcox indica también de que en ninguna de estas fuentes se indica el lugar de nacimiento. El historiador John Fredriksen afirma que Clinton nació en Terranova, donde su padre se hallaba destinado entre 1732 y 1738.
Poco sabemos acerca de los primeros años en la vida de Clinton, o de su madre y dos de sus hermanas que alcanzaron la edad adulta. Teniendo en cuenta la condición de marino del padre, su domicilio es incierto. Obviamente, no estaban demasiado conectados con la sede Condes de Lincoln, linaje del que descendía el padre o con las propiedades de los duques de Newcastle, con quien estaban emparentados por matrimonio. En 1739, su padre, entonces en Gibraltar se presentó a gobernador de la provincia de Nueva York; en 1741 obtuvo el puesto gracias a la ayuda del duque de Newcastle, a la sazón cuñado de su hermano. Sin embargo, George Clinton no llegó a Nueva York hasta 1743, llevándose con él al joven Henry.
Los datos de la vida familiar en Nueva York son escasos. Se sabe que el joven Clinton estudió en Long Island bajo la tutela de Samuel Seabury, el primer obispo episcopaliano americano, sugiriéndose que la familia viviría en la zona rural alrededor de Nueva York. El primer destino de Clinton como militar fue en una compañía independiente en 1745. Al año siguiente, su padre consiguió para él el rango de capitán y fue asignado a la guarnición estacionada en Louisbourg, fortaleza recientemente conquistada a los franceses en la guerra de sucesión austríaca. En 1749, Clinton viajó a Gran Bretaña con el fin de proseguir su carrera militar. Dos años antes había sido nombrado capitán del regimiento de Guardias de Coldstream. A su regreso a las colonias, su padre, cuyo mandato como gobernador de Nueva York había concluido, le colocó como ayudante de Sir John Lingonier en 1756.

### Guerra de los Siete Años
En 1758, Clinton había alcanzado el rango de teniente coronel del 1.º Regimiento de Guardas de a pie, posteriormente rebautizado como Guardas Granaderos. Pese a que Gran Bretaña se hallaba inmersa en la guerra de los Siete Años, Clinton no fue enviado al frente hasta 1760. Ese año combatió en Europe, donde intervino en las batallas de Corbach y Kloster Kamper a las órdenes del duque de Brunswick. Resultó gravemente herido durante la batalla de Freiberg. Clinton destacó como Aide-de-camp de Brunswick, con el que entabló una duradera amistad. En el verano de 1762 fue promocionado a coronel, recibiendo el mando del 12.º Regimiento de Infantería de Suffolk en 1766.
Durante estos primeros años, Clinton entabló amistad y contactos con muchos de los oficiales de Brunwsick. Entre ellos Charles Lee y William Alexander, con los que se enfrentaría años después durante la Revolución Americana o John Jervis y William Phillips. También conoció en esa época a Charles Cornwallis, I marqués de Cornwallis, con el que serviría durante la guerra.

### Matrimonio y familia
Mientras Clinton se encontraba en campaña de 1761, su padre falleció. Como nuevo jefe de la familia, tuvo que hacerse cargo de los asuntos de su padre, que incluían deudas considerables. Los pleitos con la Comisión de Comercio para tratar de cobrar los salarios impagados a su padre duraron varios años, y sus intentos de vender sus propiedades en las colonias no llegaron a fructificar; estas tierras fueron confiscadas durante la Revolución Americana y ni siquiera sus herederos lograron recibir algún tipo de compensación. Su madre, con antecedentes de inestabilidad mental, falleció en agosto de 67.
El 12 de febrero de ese mismo año, Clinton se había casado con Harriet Carter, hija de un acomodado terrateniente, y la pareja se había instalado en Surrey. Seis meses después, tenemos constancia de la existencia de un hijo, Frederick, que moriría de enfermedad en 1774, dos años después que su madre. Aunque Clinton no escribió acerca de su matrimonio, este fue aparentemente feliz. La pareja tuvo cinco hijos: Frederick, Augusta, William Henry, Henry Jr. y Harriet. La esposa de Clinton falleció el 29 de agosto de 1772, ocho días después del nacimiento de Harriet. Clinton tardó un año en recuperarse del golpe. Llevó a su parentela política a la casa y las hermanas de sus esposa se hicieron cargo de los niños.

### Patronazgo
A la muerte del duque de Newcastle, su hijo y sucesor Henry Pelham-Clinton se hizo cargo del joven Henry. Aunque era un instrumento para la carrera de Clinton, la falta de interés del nuevo duque en la política acabaría siendo perjudicial para Clinton. Además, Clinton trataba al nuevo duque más como un igual que como un noble al que se debía respetar. Otro importante mecenas fue el duque de Gloucester, hermano del rey Jorge. Clinton fue nombrado Caballero de Cámara de Gloucester en 1764, un puesto que mantendría durante muchos años. De todos modos, algunas de las indiscreciones de Gloucester le hicieron perder el favor de la corte, y nunca llegó a ser un partidario decidido de Clinton.

### Servicios en tiempo de paz
En 1769, el regimiento de Clinton fue destinado a Gibraltar y Clinton fue nombrado segundo al mando tras Edward Cornwallis. Durante este tiempo, Newcastle le pidió que cuidara a uno de sus hijos, que formaba parte de la guarnición. El joven, descrito por su padre como vago y de mala conducta era virtualmente incontrolable y Clinton convenció al duque para enviarlo a una Academia Francesa.
Clinton fue promocionado a mayor general en 1772 y ese mismo año logró un asiento en el Parlamento gracias a la influencia de Newcastle. Conservó su escaño hasta 1784, primero por Boroughbridge y posteriormente por Newark-on-Trent. En abril de 1774 realizó una visita de inspección al ejército ruso de los Balcanes. Inspecciónó algunos de los campos de batalla de la Guerra Ruso-Turca con su amigo Henry Lloyd, general del ejército ruso, y fue recibido en audiencia por el Emperador José II en Viena. Estuvo a punto de contemplar un bombardeo, pero fue llamado al iniciarse las negociaciones de paz. Regresó a Inglaterra en octubre de 1774 y en febrero del 75, el rey Jorge le ordenó prepararse para servir en Norte América.

## Guerra de Independencia de los Estados Unidos

### Boston
Clinton, junto con los generales William Howe y John Burgoyne fue enviado con refuerzos para apoyar la posición del general Thomas Gage en Boston. Alcanzaron las costas americanas el 25 de mayo, enterándose durante el viaje del estallido de la Guerra y del asedio de Boston. Gage, junto con Clinton, Howe y Burgoyne estudió la forma de romper el sitio. Clinton era partidario de fortificar las colinas desocupadas que rodeaban Boston, y el 18 de junio se pusieron en marcha los planes para ocupar el terreno. Sin embargo, los colonos, enterados del plan británico, fortificaron la península de Charlestown entre los día 16 y 17 de junio, forzando al Alto Mando Británico a reconsiderar su estrategia.

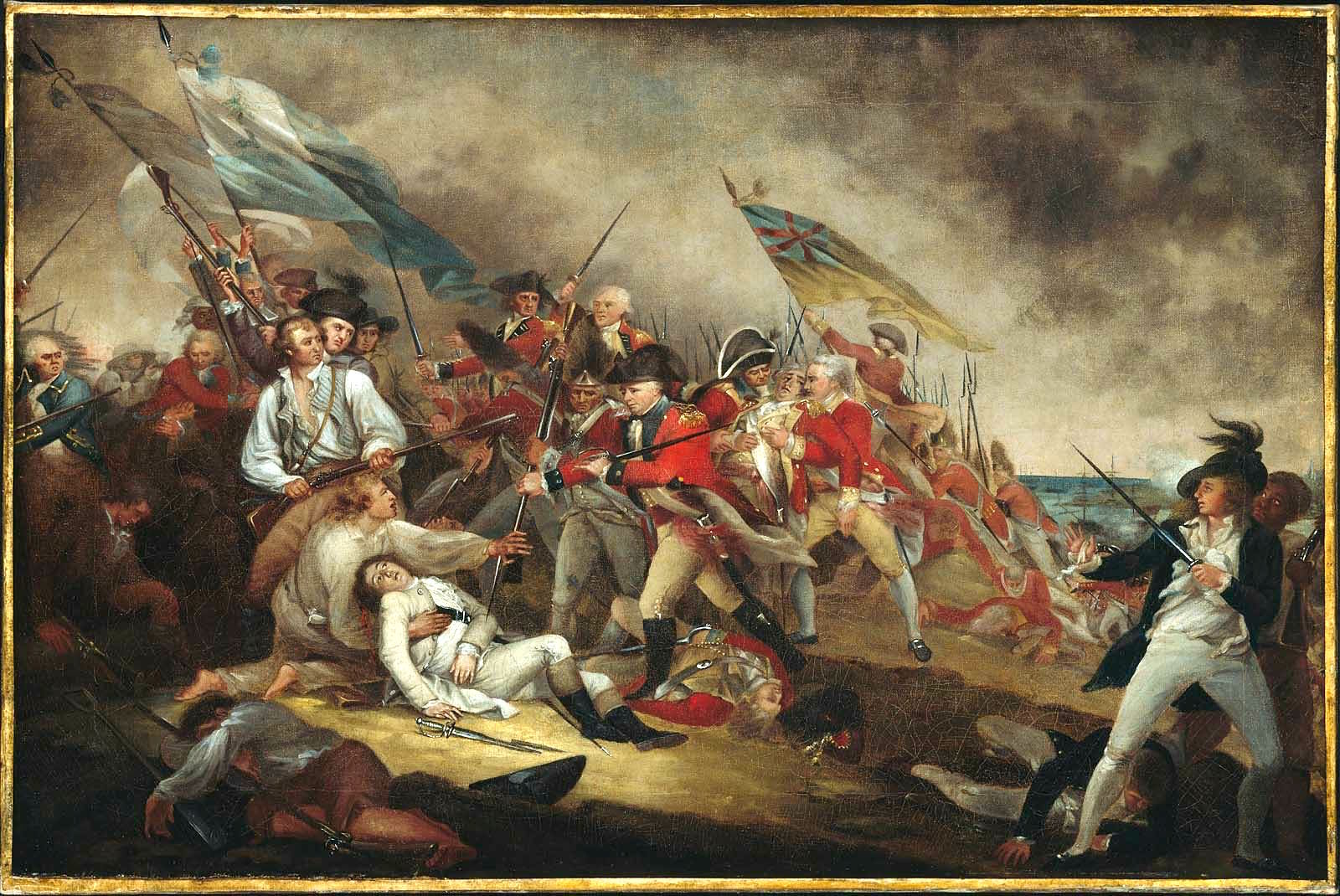
John Trumbull, The Death of General Warren at the Battle of Bunker Hill. Clinton aparece en el fondo al centro, descubierto y blandiendo una espada.

En un Consejo de guerra celebrado el 17 de junio, los generales desarrollaron un plan de asalto directo a la posición colonial, y Gage encomendó a Howe el mando de la operacIón. Pese a la urgencia del ataque (los rebeldes aún no habían finalizado las obras de fortificación), el ataque no se produjo hasta esa tarde. Clinton fue asignado a Howe, debiendo proporcionar los refuerzos a medida que fueran necesarios. Tras dos asaltos fallidos, Clinton, contraviniendo órdenes de Gage, fue hasta Charlestown, donde organizó a los soldados heridos y dispersos. Con el tercer y exitoso asalto, estas tropas alcanzaron Breed's Hill, y persiguieron a los rebeldes hasta Bunker Hill. Esta acción constituyó una pírrica victoria para los británicos, que sufrieron un total de 1.000 bajas. Clinton escribió acerca de la batalla que "Una victoria que ha costado cara, otra similar nos habría arruinado."
Durante el resto de 1775, el sitio continuó igual, con ambos bandos incapaces de atacar efectivamente al otro. Después de que Gage fuera llamado por el gobierno de Londres en septiembre, Howe fue puesto al frente del ejército, y Clinton y él iniciaron una fructífera relación que, por desgracia, no duraría mucho. Howe encomendó a Clinton el mando de Charlestown, pero Clinton pasaba mucho tiempo en Boston. Ocupó la casa de John Hancock, que cuidó escrupulosamente. Contrató un ama de llaves llamada Mary Baddeley, con la que estableció una relación que duraría para el resto de su vida, aunque en esta época en Boston no pasaría de algo platónico.
Los problemas con Howe empezarían con los planes de una expedición al sur que estaría dirigida por Clinton. Solicitó a oficiales específicos para acompañarle en la misión y la autoridad propia de un comandante independiente, pero Howe denegó todas sus peticiones. En enero de 1776 Clinton partió por mar hacia el sur con una pequeña flota de 1.500 hombres para estudiar las oportunidades militares en las Carolinas. Durante su ausencia, sus temores por la situación en Boston se hicieron realidad con la ocupación y fortificación de Dorchester Heights por los rebeldes a principios de marzo, lo que obligó a los ingleses a evacuar Boston y retirarse a Halifax, Nueva Escocia.

### La Campaña de 1776
La expedición de Clinton a las Carolinas iba a encontrarse con una flota enviada desde Europa con más tropas operativas en febrero de 1776. Retrasada por las condiciones meteorológicas y la logística, esta fuerza, con la que viajaban el Marqués de Cornwallis, segundo al mando de Clinton y el almirante sir Peter Parker no llegó a las costas de Carolina del Norte hasta mayo. Tras concluir que Carolina del Norte no constituía una buena base de operaciones, decidieron asaltar Charleston, cuyas defensas estaban aún incompletas. El asalto, lanzado a finales de junio, fue un tremendo fracaso. Las tropas de Clinton desembarcaron cerca de Sullivan Island, donde se encontraba el principal foco rebelde, con la esperanza de vadear el canal que les separaba de los coloniales durante la bajamar. Sin embargo, esto no fue así, y el ataque quedó limitado a un bombardeo naval, que no resultó muy efectivo ya que los muros del fuerte, construidos principalmente con madera de Palmetto absorbían los impactos sin llegar a romperse o deformarse.

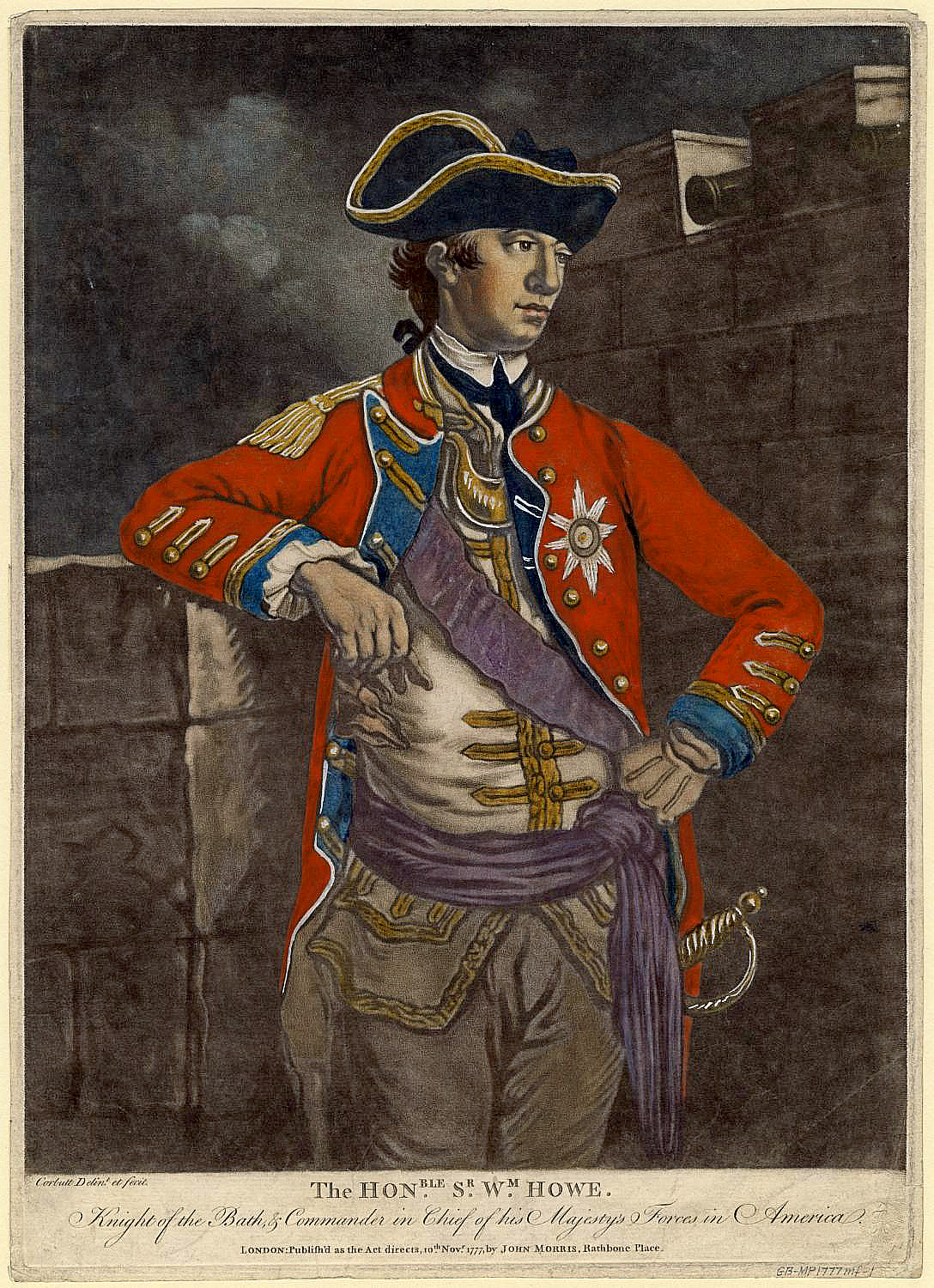
William Howe (mezzotinta 1777) acabaría enfrentado a Clinton durante la campaña del 76.

Clinton y Parker se unieron a la flota principal para participar en el asalto de Howe a Nueva York en agosto de 1776. Clinton agobiaba a Howe con continuas ideas para el asalto, lo que llegó a enfadar al General. Sin embargo, Howe acabaría poniendo en práctica el plan de Clinton de atacar las posiciones de George Washington en Brooklyn. El 27 de agosto, el ejército británico dirigido por Howe y Clinton consiguió rodear la vanguardia americana, empujando a los Continentales a sus fortificaciones de Brooklyn Heights. Howe, sin embargo, desestimó la recomendación de Clinton de atacar a los acorralados americanos debido tanto al desconocimiento del terreno como al deseo de minimizar bajas. En su lugar, Howe sitió a los rebeldes, que escaparon sin bajas el 29 de agosto. Al general Howe le fue concedida la Orden del Baño por la victoria.
Howe procedió entonces a ocupar Nueva York, desembarcando junto con Clinton en Kip's Bay, Manhattan. Aunque Clinton sugería movimientos para cortar la retirada a Washington, Howe rechazaba esas sugerencias. En octubre, Clinton estaba al frente de un ejército en el condado de Westchester en un intento de atrapar a Washington entre los ríos Hudson y Bronx. Sin embargo, Washington consiguió llegar a White Plains antes que Clinton. Después de una breve lucha, Washington tuvo que huir hacia el norte y Howe aprovechó para consolidar el control sobre Manhattan. En estos momentos, las relaciones entre Howe y Clinton estaban prácticamente rotas, con un Howe cansado de las continuas sugerencias y críticas de Clinton y al que no concedía la mínima autoridad en el mando.
En noviembre, Howe ordenó a Clinton que iniciara los preparativos para ocupar Newport para convertirlo en puerto de la Marina Real. Cuando Howe envió a Cornwallis a Nueva Jersey para perseguir a Washington, Clinton propuso desembarcar a sus tropas en New Jersey para envolver a Washington en lugar de marchar a Newport. Howe rechazó nuevamente este consejo y Clinton partió para Newport a principios de diciembre, ocupando el puerto sin casi oposición.

### La Campaña de 1777
En enero de 1777 se autorizó el regreso de Clinton a Inglaterra. De cara al año 1777, el Alto Mando Británico planificó dos campañas, una contra Filadelfia y otra que descendería desde Montreal a Albany a través del Lago Champlain, dividiendo así las colonias de Nueva Inglaterra. Al general Howe se le encomendó la campaña de Filadelfia, mientras que Clinton disputó con Burgoyne el mando de la misión septentrional. Pese a que Howe apoyó su candidatura, Burgoyne consiguió convencer al rey Jorge y a Lord Germain para que le fuera otorgado el mando. El rey rechazó la dimisión de Clinton y le ordenó regresar nuevamente a Nueva York como segundo al mando de Howe. Para compensarle, el rey le nombró miembro de la Orden del Baño, pero le prohibió publicar información acerca del desastroso episodio de Charleston. Tras recibir la ordenación el 11 de abril, embarcó nuevamente para las Colonias el día 29.
Cuando Clinton llegó a Nueva York en julio, Howe aún no había embarcado rumbo a Filadelfia. Clinton se mostró sorprendido y decepcionado al saber que se quedaría en Nueva York con una guarnición de 7.000 hombres, principalmente lealistas y hessianos, para defender la ciudad. Informó a Howe de los defectos de su plan, que imposibilitaría la ayuda a Burgoyne por parte de cualquiera de los dos ante cualquier imprevisto. Al conocer que gran parte de las fuerzas continentales habían abandonado la zona de Nueva York, Clinton escribió "Temo que sea demasiado para Burgoyne... Si esta campaña no acaba con la guerra, profetizo que hay un final para el dominio británico en América."
La campaña de Burgoye resultó totalmente desastrosa; Burgoyne fue derrotado en Saratoga, rindiendo su ejército poco después. Clinton intentó ayudar a Burgoyne, pero el retraso en la llegada de los refuerzos hizo vano el esfuerzo. A principios de octubre, Clinton capturó los fuertes Clinton y Montgomery en las riberas del Hudson y envió tropas río arriba hacia Albany. El refuerzo llegaba tarde y era demasiado pequeño, y fue suprimido cuando Howe solicitó refuerzos a Nueva York. La campaña de Filadelfia había sido un éxito, pero a punto estuvo de frustarse tras la batalla de Germantown.
Como comandante en Nueva York, Clinton se veía obligado a tener cierta vida social. Los Baddeley le acompañaban frecuentemente, y Mary retornó a sus funciones como ama de llaves. Aparentemente rechazó todas las intentonas de Clinton por establecer una relación romántica, hasta que se enteró de las infidelidades de su esposo. Clinton buscó entonces una buena posición para el marido en los regimientos lealistas, y trató, sin éxito de que se le destinara fuera de Nueva York.

### Comandante en jefe
Howe había presentado su dimisión cono comandante en jefe para Norteamérica en 1777 y Clinton era uno de los escasos candidatos aptos para el puesto. Pese a que no contaba con la confianza del primer ministro North, principalmente por sus continuas quejas y peticiones de dimisión, Clinton fue nombrado para el puesto el 4 de febrero de 1778. Las noticias no llegaron a América hasta abril, y Clinton asumió el mando en Filadelfia en mayo de ese año. A estas alturas, Francia había entrado formalmente en la guerra del lado americano y se ordenó a Clinton la retirada de Filadelfia y el envío de 5.000 hombres a las costas del mar Caribe, de gran importancia económica. Durante el resto de la guerra, Clinton recibió pocos refuerzos debido a la globalización del conflicto. Sus órdenes eran reforzar las zonas de Norte América bajo control británico y dirigir únicamente expediciones de castigo contra las áreas rebeldes.
Debido a la escasez de transporte para los lealistas que abandonaban Filadelfia, Clinton desobedeció las órdenes directas y decidió desplazar a su ejército por tierra hacia Nueva York en lugar de embarcar. Dirigió la marcha hacia Nueva York sin perder ni un carro y enfrentándose al ejército estadounidense de Washington en Monmouth Court House el 28 de junio. A su llegada a Nueva York, él y el almirante Howe tuvieron que enfrentarse al fantasma de la flota francesa en las afueras del puerto. Afortunadamente para ellos, el almirante Charles Henri, conde d'Estaing, decidió no cruzar hacia el puerto y se dirigió a Newport. Al conocer Clinton esta noticia, reforzó la guarnición de Newport mientras que Howe partía con sus barcos para enfrentarse a d'Estaing. Ambas flotas fueron dispersadas por una tormenta y el ataque americano a Newport fracasó antes de que Clinton alcanzara la ciudad. Clinton regresó a Nueva York para preparar el envío de tropas al sur. Estas tropas, destinadas a reforzar las posiciones británicas en Florida pasarían por Georgia y capturarían Savannah en diciembre, consiguiendo establecer una cabeza de puente (aunque débil y de escasa duración en Augusta. Igualmente, envío tropas a las costas del Caribe para conquistar la isla de Santa Lucía; la expedición fue un éxito, obligando a los franceses a rendirse poco antes de la llegada de la flota francesa.
Durante su estancia en Filadelfia y Nueva York, Clinton consiguió entablar una armoniosa relación con William Eden, miembro de la Comisión Carlisle. Este grupo, liderado nominalmente por el conde de Carlisle había sido enviado en un vano intento de reconciliación con los americanos. Pese a sus fracasos, Eden y Clinton se entendieron bien, y Eden prometió lograr una buena distribución en Inglaterra de los despachos de Clinton.

### Política
Tras el cierre de la campaña del 78, Clinton comenzó a considerar opciones para el siguiente año. Aunque consideraba que lo mejor que podía hacer por Gran Bretaña era retirarse, la opinión pública en la metrópoli, incluyendo al rey y a Lord Germain exigía otras medidas. Germain era partidarío de dirigir expediciones "con espíritu y humanidad" para destruir el comercio americano; esta estrategia no era del agrado de Clinton. Mililtarmente, Clinton y Washington se dedicaron a vigilarse el uno al otro y así, mientras Clinton ordenó dos grandes expediciones de castigo, una contra Connecticut y otra contra Chesapeake Bay, Washington asignó tropas a las cada vez más intensas escaramuzas fronterizas, dirigidas principalmente desde Quebec.
A comienzos de 1779, Clinton envió a su ayudante de confianza, el teniente Duncan Drummond, a Inglaterra con el fin de insistir en su petición de abandonar el servicio en Norte América. Drummond no tuvo suerte en esto: pese a contar con el apoyo del duque de Newcastle, el rey se negó siguiera a considerar el permitir a Clinton abandonar el servicio, afirmando que era "el único hombre que aún podría salvar América". Eden intercedió igualmente para mejorar la situación de Clinton, pero las divisiones en el gobierno y la perspectiva de la entrada de España en la guerra dejaron a Clinton sin casi apoyos. Clinton se quejó igualmente de la falta de apoyo del almirante James Gambler, con el que mantenía una difícil relación. Finalmente, envió a Londres una lista de almirantes con los que podría trabajar, ninguno de los cuales fue elegido. Gambler fue temporalmente reemplazado por George Collier antes que el reemplazo definitivo de Mariot Arbuthnot, arrived.
Tras el asalto a Chesapeake, Clinton consiguió expulsar a los americanos de Stony Point, un punto clave para controlar el Hudson. Clinton había esperado que, con los esperados refuerzos que debían llegar desde Europa, podría atacar West Point o cortar sus líneas de abastecimiento, forzando a Washington, bien a presentar batalla o a abandonar West Point. Sin embargo, los refuerzos se retrasaron, lo que permitió a los Continentales ocupar nuevamente Stony Point cuando Clinton tuvo que detraer hombres para atacar Connecticut. Los americanos decidieron finalmente abandonar Stony Point, nuevamente ocupado por Clinton. Sin embargo, los enemigos de Clinton aprovecharon estas acciones para criticarle, tachándole de "indeciso" y "temeroso". Otro episodio similar en New Jersey les proporcionó más argumentos, lo que acabó minando la moral británica. Se desestimaron posteriores acciones desde Nueva York, ya que la flota británica estaba concentrada en eliminar la Expedición de Penobscot, una iniciativa norteamericana que tenía por objeto la destrucción del puesto británico de la bahía de Penobscot.

### Estrategia meridional
Las relaciones de Clinton con Arbuthnot fueron malas desde el principio. Rumores de una flota francesa dirigida contra los puertos del norte (Nueva Yok, Newport o Halifax) comenzaron a dividir a los jefes militares, obligando a cancelar los planes de reforzar la guarnición de Nueva York (debilitada por la enfermedad) a costa de la de Newport en más de una ocasión. Los franceses, sin embargo pusieron sitio a Savannah con la ayuda americana, fracasando estrepitosamente. Esto convenció a Clinton de que una expedición contra Carolina del Sur resultaría efectiva; se consideraba que el apoyo lealista en la zona era fuerte, y se decía que la gente estaba "cansada de oponerse al gobierno" y del bloqueo naval británico.
Clinton comenzó a reunir una fuerza para atacar Charleston, retirando efectivos de Newport. Asumió personalmente el mando de la campaña y así, un grupo de 14.000 hombres partieron hacia el sur desde el puerto de Nueva York a finales de año. A comienzos de 1780, Clinton ponía sitio a Charleston. En mayo, contando con la colaboración de Arbuthnot consiguió rendir la ciudad, protegida por una guarnición de 5.000 hombres, en lo que constituyó una grave derrota para la causa de los rebeldes. Sin embargo, las disputas entre Clinton y Arbuthnot durarían hasta 1781, con desastrosas consecuencias para la unidad del Alto Mando Británico. Las relaciones entre Clinton y Cornwalis también se habían deteriorado, y los dos hombres apenas se hablaban cuando Clinton dejó a Cornwallis al mando de Charleston y volvió a Nueva York.
Desde Nueva York, se dedicó a supervisar la campaña en el sur, y su correspondencia con Cornwallis a lo largo de la guerra muestra un activo interés en los asuntos del ejército meridional. Sin embargo, a medida que la campaña avanzaba, se fue distanciando cada vez más de su subordinado. Cuando las operaciones se aproximaban a su fina, las cartas de Clinton se iban volviendo más y más crítica. Esto pudiera deberse en parte a George Germain, cuya correspondencia pudo haber hecho pensar a Cornwallis que era un comandante independiente, lo que le llevó a no considerar las órdenes de su superior.
En 1782, después de la derrota británica en Yorktown, Clinton fue reemplazado por Sir Guy Carleton como comandante en jefe y regresó a Inglaterra.

## Carrera posterior
En 1783 Clinton publicó su Relato de la Campaña de 1781 en Norte América, donde intentaba culpar de los fracasos de la campaña al general Cornwallis. Esta narración fue respondida públicamente por Cornwallis, que también aprovechó para criticar la actuación de Clinton.
Posteriormente, Clinton volvió a ocupar su asiento en el Parlamento hasta 1784.
No se sabe demasiado acerca de la trayectoria de Clinton entre 1784 y 1790, fecha en que fue reelegido para el Parlamente por Launceston, feudo de su primo el duque de Newcastle. Tres años después, en octubre de 1793, Clinton fue promocionado para capitán general y al julio siguiente nombrado Gobernador de Gibraltar, aunque moriría en Porland Place, antes de asumir su cargo.

## Legado
Sir Henry Clinton tuvo el mando del ejército británico en Norteamérica durante cuatro años, finalizando con una gran derrota. Como consecuencia, se le ha considerado frecuentemente como uno de los responsables del resultado de la Guerra. El biógrafo William Willcox, en su análisis de la trayectoria de Clinton observa que, en ocasiones, "las ideas de Sir Henry no fueron puestas en práctica por razones debidas hasta cierto punto a él, y que el almirante Graves "aparentemente ignoraba el peligro" de Grasse en 1781. Sin embargo, Willcox menciona que los planes de campaña formulador por Clinton para 1777, 1779 y 1780 fueron frustrados por sucesos fuera del control del general, y culpa a Cornwallis por el fracaso de la campaña de Carolina. (En cambio, Franklin y Mary Wickwire, biógrafos de Cornwallis señalan que los fracasos de este último son parcialmente imputables a las instrucciones de Clinton, que le dejaba con fuerzas inadecuadas y abastecimientos irregulares.)
El Mayor James Wemyss, que sirvió bajo Clinton, escribió que era "un respetable y honorable oficial de la escuela alemana; habiendo servido con el Príncipe Fernando de Prusia y el duque de Brunswick. Vano, abierto a la adulación; y con gran aversión a todo aquello que no fuera militar, con frecuencia mal aconsejado por ayudas y favoritos", pero señalaba también que las miras de Clinton eran estrechas y que su escasa autoconfianza le pesaba. El Coronel Charles Stuart le describió como "suficientemente estúpido como para dirigir un ejército cuando es incapaz de dirigir una manada de caballos". Mackesy afirma que era "un general muy capaz en el campo."
La correspondencia del general Sir Henry Clinton durante la Revolución Americana pueden consultarse en los documentos políticos de su primo Henry Pelham-Clinton, II duque de Newcastle, en la colección conservada en la Universidad de Nottingham.